# Дейл (окръг, Алабама)
Окръг Дейл (на английски: Dale County) е окръг в щата Алабама, Съединени американски щати. Площта му е 1458 km², а населението – 49 326 души (1 април 2020). Административен център е град Оузарк.